# Szkíta szokások

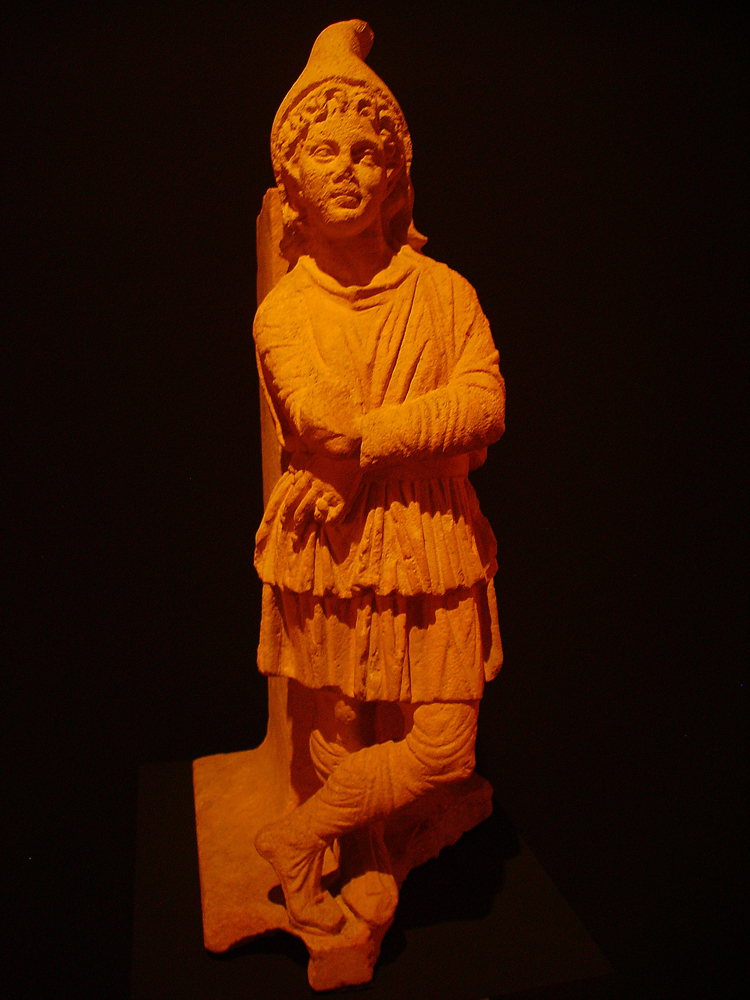
Szkíta ifjú szobra (i. e. 2. század)

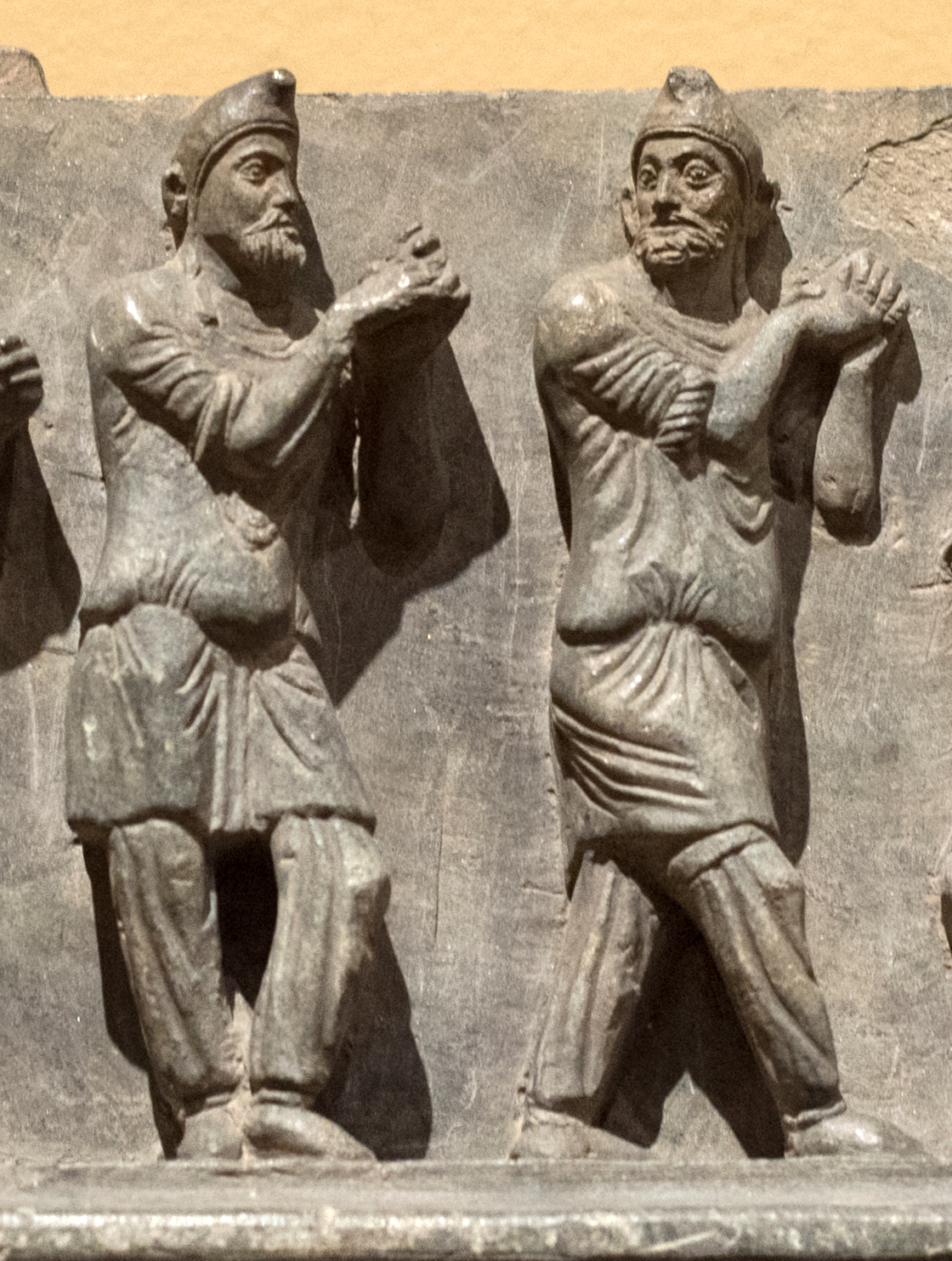
Táncoló szkíták (Pesavar, Buner-domborművek), i. e. kb. 1. század

A szkíták szokásait elsősorban régészeti hagyatékuk, másodsorban egykorú vagy közel egykorú források tanúságtétele nyomán ismerjük. A szkíták régészeti öröksége bőséges, azonban éppen a köznép szokásait ismerjük legkevésbé.
A szkíták használati tárgyaikat – ruháikat, ékszereiket stb. – maguk, illetve mesterembereik készítették, az alapanyagok egy részét, olykor még készárut is azonban nem ritkán kereskedőktől szerezték be. Az ókori görög gyarmatvárosok, Szogdia stb. kézművesei is dolgoztak szkíta megrendelőknek, természetesen a vagyonosabbaknak.

## Ruházat

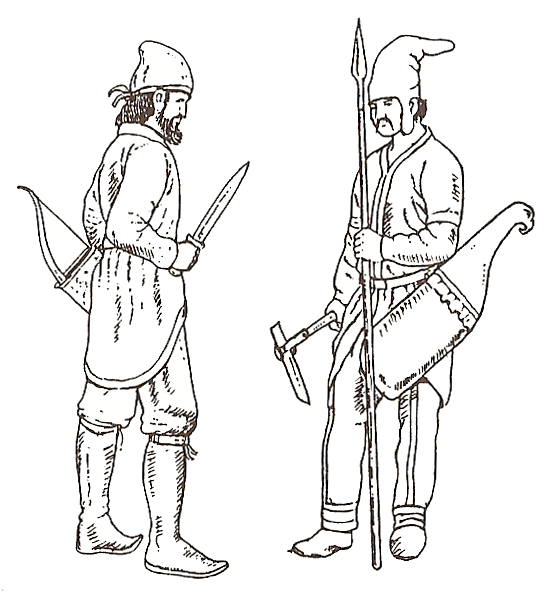
Szaka harcosok ábrázolása

Előkelő szkíta férfiak és nők elöl összefogott köntöst (kandüsz: κανδυς) viseltek, nadrágot, illetve oldalt hosszan behasított (lovagláshoz is alkalmas) hosszú inget, pontosabban ingruhát. Utóbbi legalább a térdeket eltakarta. Finom hölgyek körében a hosszú, elöl összefogott szoknya is divatban volt. Az alán asszonyok az i. sz. 2. század végén leginkább az ujjatlan, mindkét vállon kapoccsal rögzített ruhát kedvelték. A szkíta ünnepi viseletet finomabb anyagok és gazdagabb díszítés jellemezte. A tehetősebbek vállukra esetenként köpenyt is kanyarítottak.
A szkíta köntöst, bő ujjú felöltőt – ha nem számítjuk az ujjakat – két részből, a vállaknál és az oldalakon összevarrt és beszegett szövetdarabból állították össze. Az ujjas szárnyait általában nem rögzítették, hanem elöl egymásra hajtották, s derékban övvel összefogták. A köntöst gyapjúszövetből, kendervászonból, szarvasbőrből vagy vastagabb nemezből szabták. Az i. sz. 1. században a selyem jött divatba, a 4. században pedig a lenvászon. A köntös szegélyét gyakran rojtok, aranylemezek vagy gyöngyök sora, a selyemköntöst pedig aranyozott szálakkal átszőtt selyem szalagok ékesítették. Olykor a köntöst, valamint a nadrágot is, keskeny szövetszalagokból tűzték össze. A nadrág alighanem a szkíták találmánya. Eme ruhadarab szkíta neve iráni közvetítéssel jutott a görögökhöz, s ők anaxüridész (αναχυριδης) alakban rögzítették.
Nadrágban járt minden szkíta, nem különben atyafisága (pl. dák, géta, hun és török), valamint hűbérese (pl. az iráni szauromaták és harcias hölgyeik, az amazonok). A nadrág viseletét eltanulták keleten a médek, a perzsák, továbbá a kínaiak, nyugaton a germánok, a kelták és a többi. Vagyis utóbb a fél világ szkíta nadrágot viselt. Mi több, a görögök még hőskölteményeik, hitregéik szereplőinek egyikét-másikát (pl. amazonok, trójaiak, Orpheusz) is olykor nadrágba bújtatták, s így ábrázolták.
A szkíták téli köntöse juh vagy mormota bőréből készült, és hód, vidra, róka prémjével díszítették. Az i. e. 2–1. századi divat szerint a vállnál kapoccsal fogták össze.
A köznép képviselői hasonló szabású ruhadarabokat viseltek, ám mind az alsó-, mind pedig a felsőruha egyszerűbb vagy durvább anyagokból készült. A szűrruha, avagy gúnya (kaunakész: καυνακης) például gyapjúból, nemezből, és legfeljebb hímzéssel, rojtokkal, rátétekkel ékesítették. Hétköznapi bőrruhákat a pásztorok nyilván maguk készítettek. A kevésbé tehetősek, illetve a harcosok általában jellegzetes szkíta föveget hordtak (lásd a szkíta ifjú szobrát), mely viselőjének nyakát és füleit is védte az időjárás viszontagságaitól.
A szűr – Hérodotosz, Alexandriai Hészükhiosz, illetve Xenophón munkájában görögösen zeira (ζειρα), zirai (ζιραι) – a leírás szerint a trák–szkíták bő felsőruhája volt, a lovas harcos lábait is védő hosszú köpönyeg.
A ruházaton nem voltak zsebek. Szkítáink nélkülözhetetlen tárgyaikat – asszonyok például nyeles tükröt, varróeszközöket, férfiak fegyvereiket, késüket, borotvájukat, fenőkövüket, tűzszerszámukat – övükre függesztették, tarsolyukban hordozták. A szkíta eskü kelléke, az áldozati csésze – a szabad ember egyik jelvénye – szintén az övről függött alá.
A hosszabb vagy rövidebb szárú bőr- vagy nemezcsizmát a bokánál, illetve a térdnél szíjjal, zsinórral tekerték körbe. A cipőt egy vagy két darabból varrták, és fűzővel kötötték meg. A lábbeli puha talpú volt. Szegényebbek bizonyára egyszerűbb alkalmatosságot, pl. bocskort viseltek. Szkítáink ismerték a harisnyát is: bőrből vagy gyapjúból készítették.
A puszta lakói által viselt alsóruha anyaga elsősorban vászon, legfontosabb darabja pedig az ing volt. A rövidebb fajta csak annyival ért derékon alul, hogy a nadrág stb. kötésével rögzíthessék. A hosszú ing általában féllábszárig fedte a testet. Az ing egyben felsőruhaként is szolgált. A szkíta ingnek nem volt gallérja, ellenben létezett hosszú és rövid ujjú válfaja is.
A hosszú szárú és testhezálló alsónadrágot derékban szíjjal, zsinórral kötötték meg. Lovas népről lévén szó, egyaránt felölthette nő és férfi. Az ingruhát vagy szoknyát viselő nők alsóruhaként ingaljat aggattak magukra: vászonleplet, melyet oldalt összevarrtak s derékban megkötöttek.

## Hajviselet, testfestés
A királyi szkíták előkelői nem ritkán kontyba fogták hajukat, s arcukat két oldalt egy-egy hajfürt keretezte. Az alán főemberek hajukat általában két fonatban viselték. A felnőtt férfiak többsége hosszú hajat és dús arcszőrzetet növesztett.
Az avar harcosok a 6. században – Theophanész feljegyzése szerint – „összefont és szalagokkal hátrakötött igen hosszú üstököket viseltek”.
Valamennyi szkíta nép gyakorolta a bőr- és hajfestés szokását. A bőrre festett minták bősége viselőjének rangját is jelezte. Az agathürszök népének fiai hajukat Plinius stb. szerint kékre színezték.

## Hatalmi jelvények, ékszerek

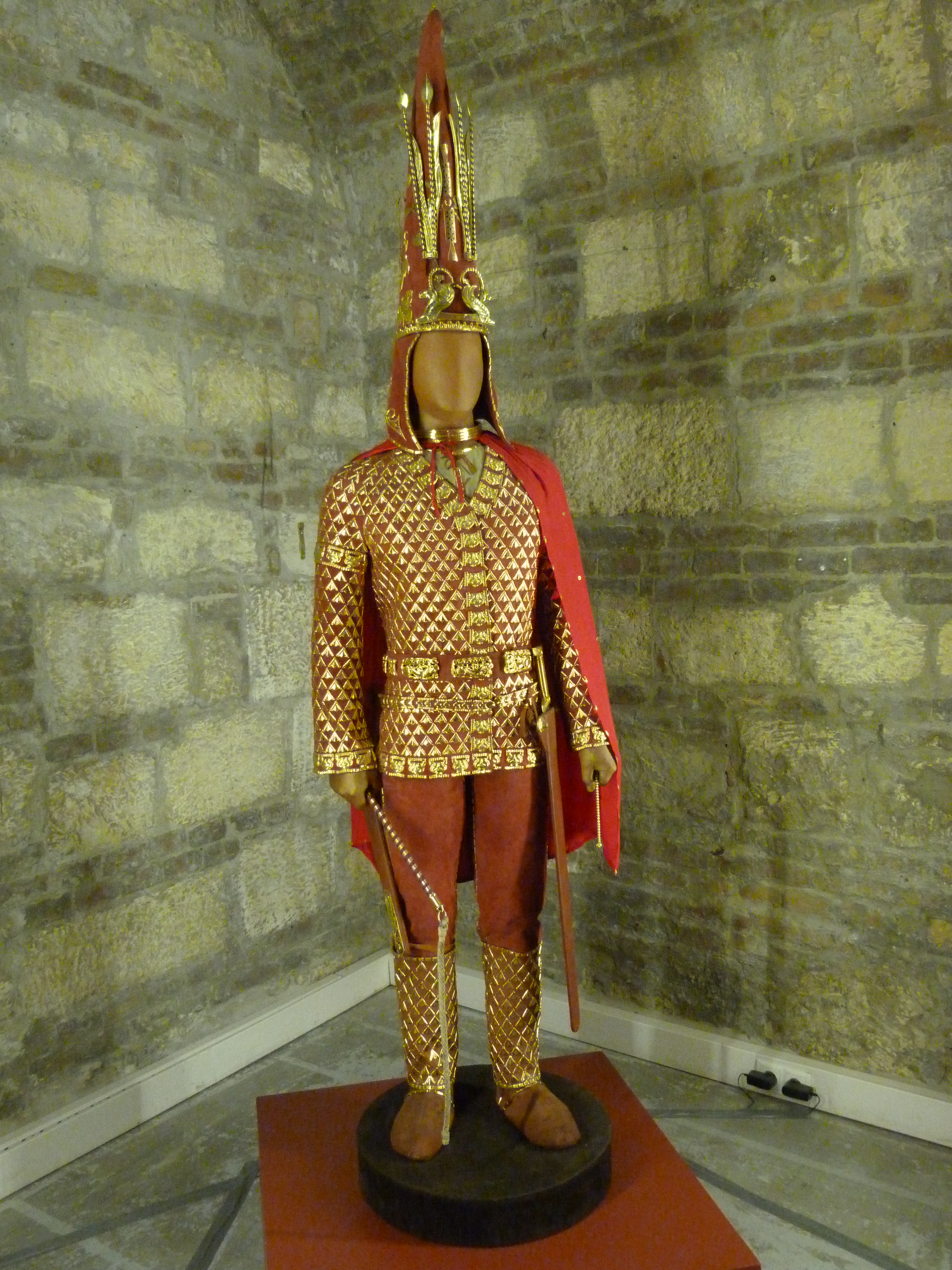
Szaka úr ünnepi öltözete

A főembereket elsősorban fejdíszeik, valamint ékszereik – nevezetesen nyakpereceik, karkötőik, aranyveretes öveik – alapján lehet azonosítani. A királyi hatalom jelképe volt még a vörös szín. Fejedelmek és hadurak ruházatát minden elemében e szín uralta.
A királyi szkíták uralkodójának fejdísze, ha úgy tetszik koronája, nagyjából félgömb alakú volt, és aranyból öntötték. A leginkább jellemző női fejdísz kosárszerű, merev vázból állott, melyet állatalakokkal díszített arany lemezek borítottak. Előkelő szkíta hölgyek magas, kúpos fejfedőt is viseltek, s ehhez lengő szalag, valamint arany függők is tartoztak.
A közép-ázsiai szakáknál a királyi hatalom jelképe volt a magas, csúcsos föveg. Ilyenek ábrázolása látható például a perzsa királyi sziklafeliratokon, domborműveken, s ilyen a szaka „aranyember” fejdísze is.
A ruházat, ékszerek stb. díszítése a szkíták hiedelemvilágát tükrözi. Szkítáink természethívők voltak. Istenségeiket jelenítették meg, mesebeli külsővel felruházott állatokat, valamint indáival a világot behálózó Életfát. Az Életfa, vagy másképpen Égig érő fa gyümölcse és nedve táplál minden állatot s embert.
Szkítáink testükre, ruházatukra stb. bajt, szerencsétlenséget elhárító, varázserejűnek vélt tárgyakat, bálványokat is aggattak. Alighanem ilyen szerepet töltöttek be a szkíta aranyszarvasok is.

## Fegyverek

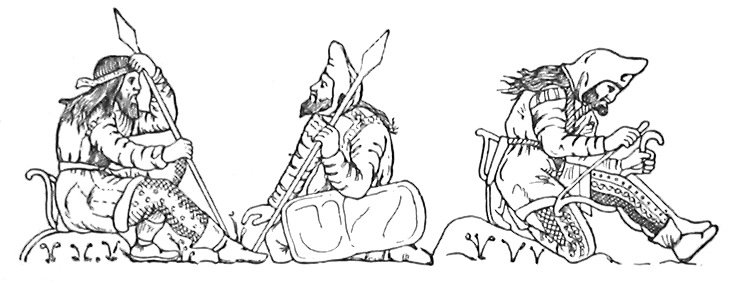
Szkíta harcosok rajza a Kul Oba halomsírban talált edény alakjai nyomán

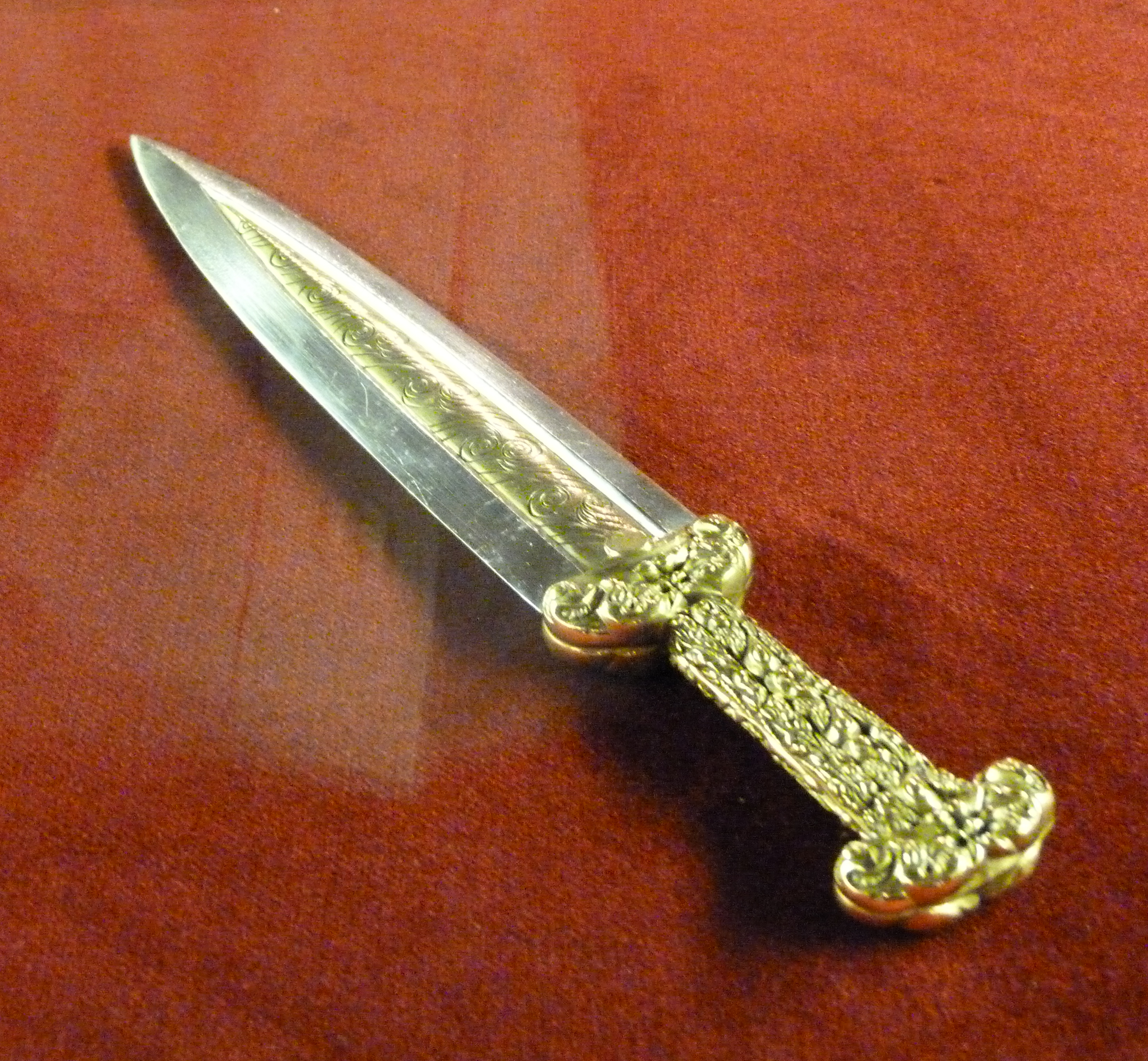
Dákos az arzsáni szkíta királyi sírból (Tuva, i. e. 8–7. század)

A szkíta harcos felszereléséhez tartozott – ókori források szerint is – a kard és a rövid tőr, azaz a dákos. Az i. e. 8. században ezen fegyverek már rendesen vasból készültek. Markolatukat némelykor bronzból öntötték vagy agancsból faragták. A markolat végét nem ritkán ragadozó madár fejéhez hasonlatosra formálták. A fokos, a szigony és a pányva is a szkíták fegyvertárához tartozott, és használták a buzogányt is. Mindezek – kivéve a hajítófegyverként is bevethető szigonyt – a közelharc eszközei. A szkíta fokos vagy szekerce (szagarisz: σαγαρις) és a szigony nevét (szigünész: σιγυνης, szigünon: σιγυνον) ókori görög forrásokból ismerjük. (Lásd még: A szigünnák neve.)
A harcosok tegzei bőrből, vékonyra gyalult fából, fakéregből készültek, bronz csatjaikat többnyire állatalakokkal díszítették. Az íjak alapanyaga rugalmas fa volt. A fára rostos állati inakat sajtoltak, az íj szárnyaira halenyvvel szarulemezeket ragasztottak, a középrészt, valamint a szárnyak végét csontlemezekkel erősítették meg, s az egészet kötésekkel is rögzítették. A kovácsok által készített tompa, háromélű nyílhegyeket alighanem a harcosok fenték élesre.
A könnyű fegyverzetű szkíta harcos pajzs gyanánt jobbára fakeretre feszített bőrt használt. A nehéz fegyverzetű lovas bronz- vagy vassisakot és szaru- vagy fémlemezekből összeállított vértet viselt.
A szkíták (és a rokon népek, pl. a dákok) hadi jelvénye, zászlaja nyitott szájú sárkánykígyó volt. Feje jobbára ezüstből vagy bronzból készült, s egy rúd végére erősítették. Teste részint bőrből, részint színes szövetből állott. Használata Traianus idején a rómaiaknál is szokásba jött. Kezdetben a (helytelenül) szarmatának címzett szkíta alánok lovascsapatai különböztették meg magukat ilyen jelvénnyel.
A szkíta sárkánykígyó megjelenését Arrianus – Tekhné taktiké, 35. – így írja le:
„A scytha hadjelek (zászlók) sárkányok, melyek arányos hosszuságú póznákon függnek. Készülnek pedig összevart szines ruhadarabokból, fejeik és egész testök egész a farkig kigyókat ábrázolnak.” – Télfy János fordítása.

## Gazdaság
A parthusok első nagyurai még a jellegzetes szkíta föveget viselték

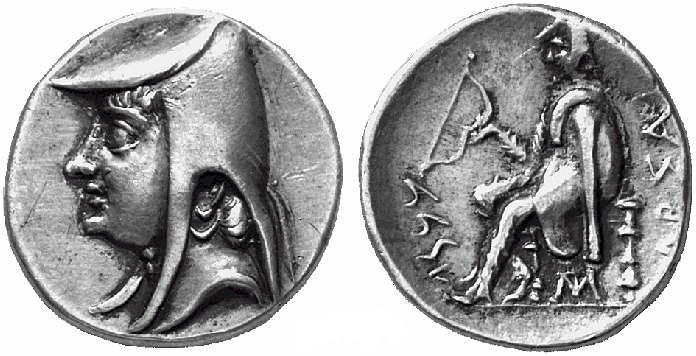
I. Arsak, parthus király pénzérméjeA parthusok első nagyurai még a jellegzetes szkíta föveget viselték

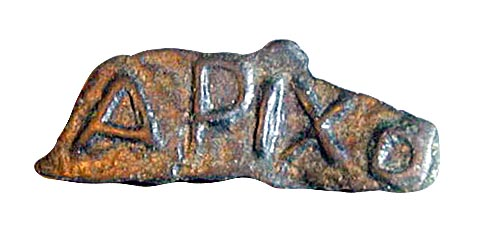
Orikos (Arikh) nagyúr delfint formázó pénzérméje: Arikh O[lbia

Régi közhely, miszerint a szkíták örökösen változtatták lakóhelyüket. Eme kijelentés még a fátlan pusztán tanyázó szkíta pásztorokra sem alkalmazható megkötés nélkül. Tavasztól őszig vándoroltak állataikkal, egyik legelőről a másikra. Fedett kocsikon utaztak, és magukkal vitték háztartásukat, családjukat is. A telet szállásaikon töltötték.
Az erdős pusztákon, termékeny löszös hátakon, folyók mentén letelepedett szkíta népesség kertjeit, szántóföldjeit művelte. A királyi szkíták szántóvetői látták el például a görög városokat gabonával. Búzát, árpát, kölest, rozsot vetettek-arattak; borsót, lencsét, babot, kendert stb. termesztettek. Hérodotosz szerint a szkíták „gabonát vetnek, s vörös- és fokhagymával, lencsével és kölessel táplálkoznak.” Megemlékezik a kenderhez fűződő kapcsolatukról is. E növény és neve tudniillik a szkíták révén került Európába. A kenderből készült nyers vászon, kanavász görögösített szkíta neve kannabisz (κάνναβις).
Bakay Kornél, illetve forrásai szerint „Szkítiában nemcsak hatalmas tömegben főzték nagy üstökben a pompás húsos ételeket, hanem búzát, rozsot, kölest, árpát termesztettek, hüvelyeseket ültettek, szőlőt műveltek, gyümölcsöskertjeik (dió, körte) voltak!”
Szőlőművelőként nem vetették meg a bort sem, s ez okból bizonyos hírnévre tettek szert. Kleomenész, spártai királyról Hérodotosz feljegyezte, miszerint szkíta módon, azaz tisztán, nem vízzel elegyítve fogyasztotta a bort. Platón úgyszintén – Törvények (Nomoi: Νομοι) című munkájának első könyvében (637: D–E) – a szkítáknak és a trákoknak tulajdonítja a hígítatlan bor élvezetének szokását: „… de a scythák és thrákok tiszta borral élvén s az asszonyok épen ugy mint a férfiak, és leöntvén vele a ruhákat, azt hiszik, hogy szép és boldogitó szokást gyakorolnak” (Télfy János fordítása).
A szkíták híresek voltak lovaikról, lótenyésztésükről. Többek között II. Philipposz is pályázott tenyészállataikra. A makedónok királya az i. e. 339. évben összetűzött a királyi szkíták hadaival, és a szerencse neki kedvezett. Béke fejében egyebek között húszezer kancát követelt.
A Ferganai-medence szkíta királysága (Tajüan: 大宛) és Han Vuti császár között lovak miatt támadt ellentét. Előbbi nem mondott le jó lovairól Kína javára, s emiatt háborúság tört ki a két birodalom között.
Egyetlen fejlettebb gazdálkodást folytató nép sem lehet meg mesterembereinek – íjjártók, kerékgyártók, kovácsok, kötélverők, nyergesmesterek, ötvösök, szíjjártók, szűcsök, takácsok, tímárok és a többi – munkája nélkül. Ez még akkor is így van, ha a mindennapi élethez szükséges anyagok és eszközök jó részét a családok maguk állítják elő, s eszközeik javításával is maguk foglalkoznak. S nem nélkülözheti egyetlen nép sem a kereskedők tevékenységét. A mesteremberek működését a szkíták régészeti hagyatéka tanúsítja: lószerszámok és nyergek, szekerek és vasalásuk, íjak, fokosok és kardok, nyeregtakarók és szőnyegek stb. Forrásaink beszámolnak a szkíták kereskedelméről. Állatbőrökért, borért, fegyverekért, gabonáért, lovakért borostyánkövet, ékszereket, selymet stb. cseréltek. A selyemút egyik szakaszát ellenőrző aorszok – Sztrabón tudósítása szerint – elsősorban kereskedelemmel foglalkoztak. Mada és Armenia országán át Babilóniából és Indiából származó árukat szállítottak teveháton.
Fejlett kereskedelmi kapcsolatokról tanúskodik a szkíták pénzkibocsátása. Az általuk vert érmék arculatát, feliratát mindig azon környezethez igazították, melyben pénzeik forogtak. A királyi szkíták pénzérméi például a görögökéhez hasonlítottak, az avaroké a perzsákéhoz stb. A szkíták körében mindazonáltal nem a pénz volt a fő értékmérő, hanem az állatállomány, leginkább a szarvasmarha.

## Táplálkozás

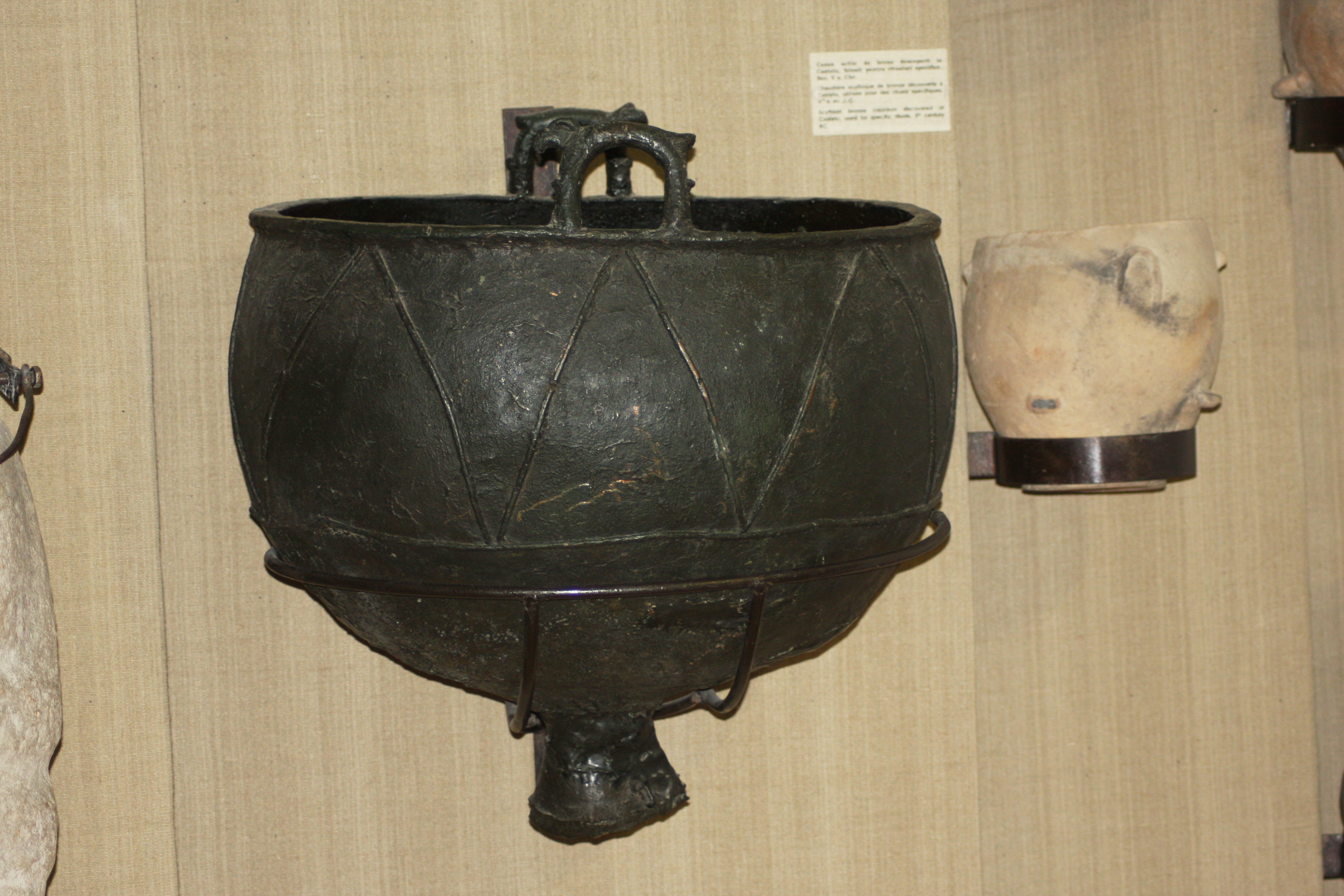
Szkíta üst az i. e. 5. századból

A szkíták, mai fogalmaink szerint is, eléggé változatosan táplálkoztak. Állataik (juh, marha, ló) húsát, tejét fogyasztották, túrót, sajtot, vajat készítettek. Bort, erjesztett lótejet ittak. Ennek okán Homérosz kancafejőnek nevezte őket. A vadászat és a halászat – ókori források utalnak rá – szintén élelemszerző elfoglaltságaik közé tartozott. Zöldség, gyümölcs, gabonafélék stb., illetve az ezekből készített étkek is szerepeltek étrendjükön.
Áldozati szertartásuk leírása kapcsán megtudhatjuk, hogyan főztek a szkíták a fátlan pusztán.
„S mivel a scytha föld nagyon fátlan, ezt gondolták ki a húsfőzésére. Miután az áldozati állatokat lenyúzták, megkoppasztják a csontokat a hustól. Azután bedobják hazai katlanokba – ha esetleg vannak nekik, – melyek leginkább lesbosi kancsókhoz hasonlók, kivéve hogy sokkal nagyobbak. Ezekbe dobván főzik, meggyújtván alattuk az áldozatok csontjait. Ha pedig nincsen katlanjok, ez egész hust az állatok bőrébe dobják és hozzákevervén vizet, alágyújtják a csontokat, melyek legszebben égnek. A bőrökben pedig könnyen fér el a csontoktól elválasztott hus. S igy az ökör is önmagát megfőzi s a többi áldozati állatok közől is mindegyik önmagát. Miután a hus megfőtt, az áldozó maga elé dobja zsengékül a hús egy és belek részét. Áldoznak pedig más állatokat is, de kivált lovakat.” – Hérodotosz 4. könyv, 61. szakasz (Télfy János fordítása).
Sevillai Szent Izidor Etymologiarium sive originum című műve a 7. század elején keletkezett. Az e munkában idézett történetírói közhely szerint a Szkítiát lakó népek közül „némelyek földet művelnek, némelyek – szörnyűségesek és ádázak lévén – emberhússal és emberek vérével élnek” (14. 3. 32.).

## Lakóhely

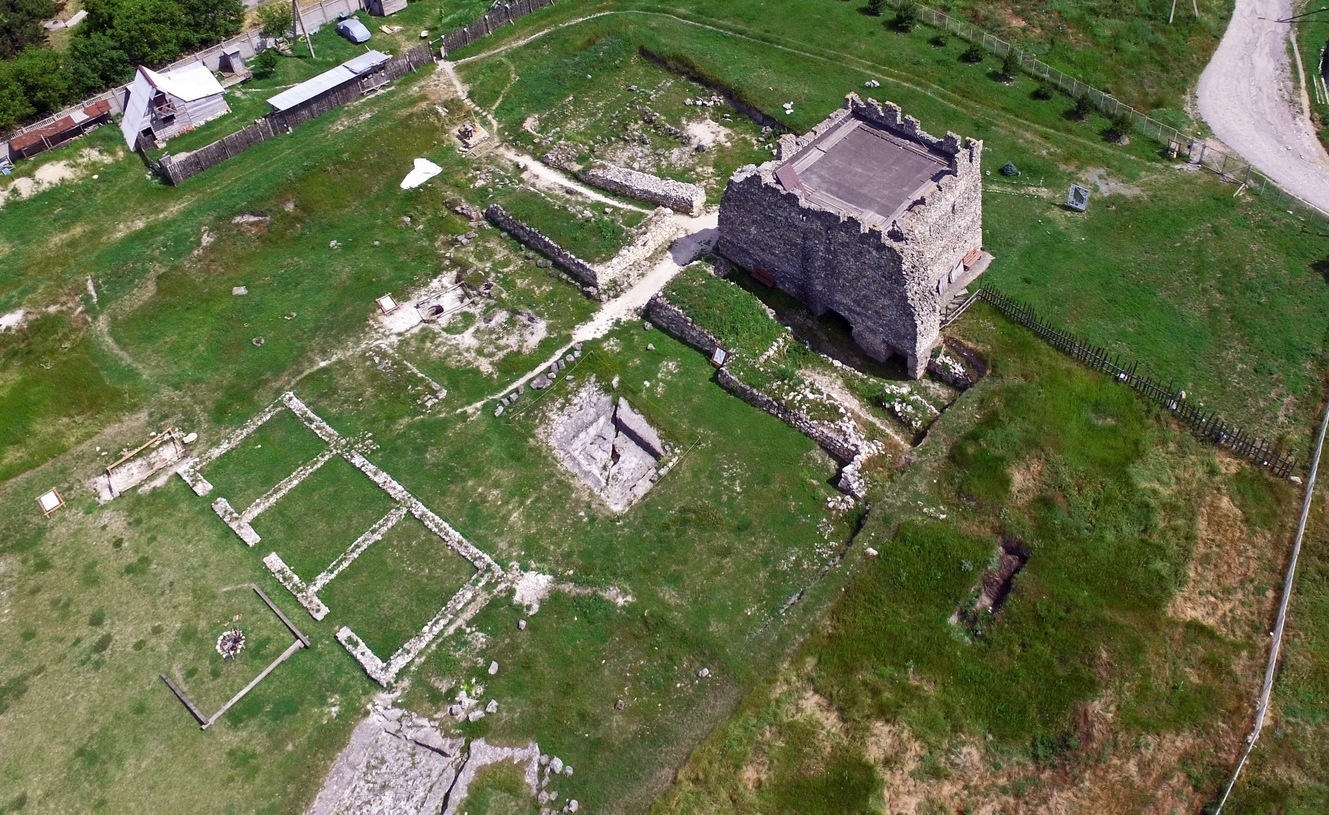
A királyi szkíták Napisz nevű fővárosának romjai, illetve a királyi síremlék maradványa a Krím-félszigeten

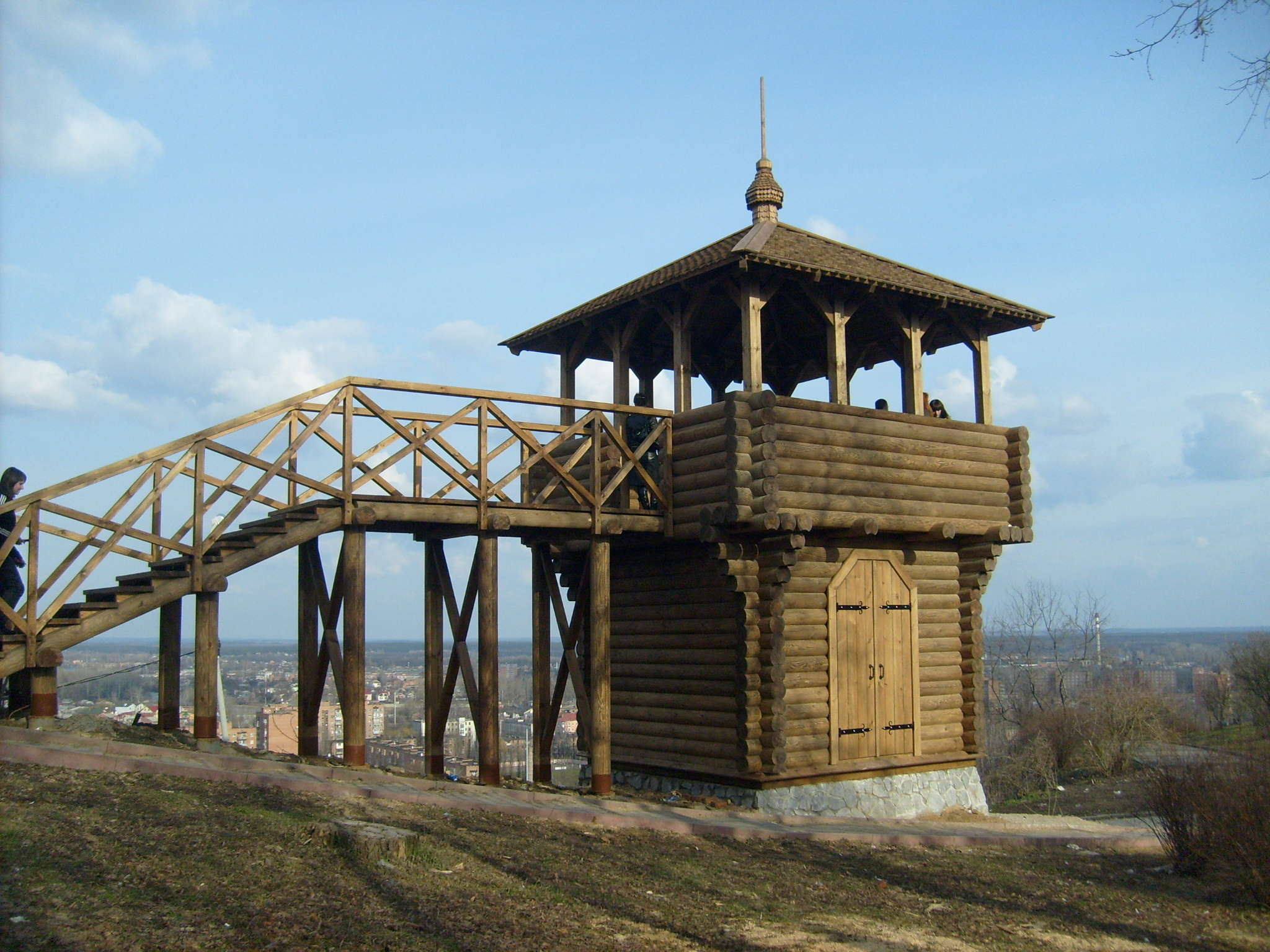
Az eredeti nyomán helyreállított szkíta őrhely

Az ókor tudósítói a szkíta népeket, meglehetős következetességgel, vándorló pásztoroknak, szekérlakóknak nevezik. Leírásaik alapján általában a mai népszerűsítő kiadványok stb. is ugyanezen közhelyet ismételgetik. A régészeti feltárások azonban többet elárulnak a szkíták életmódjáról. Ahol a természeti viszonyok lehetővé tették, letelepedtek, és szántóföldjeiket, kertjeiket művelték, istállózó állattartást is folytattak stb. Elsősorban vert agyagból, szárított vályogtéglából, sárral tapasztott vesszőfonatból, fából, nádból, szalmából építkeztek, s ezért építményeiknek kevés nyoma maradt.
Szálláshelyeiket rendszerint földsáncokkal védték, és fában bővelkedő vidékeken gerendákból ácsolt őrhelyeket is építettek. Legfontosabb településeik valóságos erődvárosok voltak.
Az i. e. 5. század végén a királyi szkíták nagyurai elköltöztek az Ingul, Ingulec és Tyaszmin forrásvidékéről, és a Dnyeper bal partján, a mai Zaporizzsje, pontosabban Kamjanyka-Dnyiprovszka város környékén alapítottak új székhelyet. A település – Grakov szerint – nagyjából tizenkét négyzetkilométer területet foglalt el. Puszta felé néző falait földsánc és árok védte, északi és nyugati falait természetes akadályok, a Dnyeper, a Konka és a Bilozerka meredek partja. Délnyugati sarkában kőből épített fellegvár állott, bizonyára a szkíta főemberek lakóhelye. A település lakói gyepvasércet bányásztak, bronz- és vaseszközöket készítettek, szőttek-fontak, cserépedényeket készítettek, földműveléssel, állattenyésztéssel stb. foglalkoztak. Az iparosok veremházakban és alapozás nélküli gerendaházakban éltek. E jelentős ipari és kereskedelmi központ lakói az i. e. 3. század végén a Krím-félszigetre költöztek, a fellegvárat azonban az i. sz. 3. századig használták. (Lásd még az orosz Wikipédia ide illő cikkét is: ru:Каменское городище.)
A királyi szkíták a Krím-félszigeten több várost, erődítményt is alapítottak: Palakion (Παλακιον), Khabaioi (Χαβαιοι), avagy Khabon (Χαβον) és Napisz (Ναπις), avagy Napitész (Ναπιτης), Szküthiké Neapolisz (Σκυθικη Νεαπολις) stb. Legjobban ismert valamennyi közül a főváros, Napisz, illetve a mai Uszty-Alma vidékén feltárt erődváros. Utóbbit Hrapunov munkája nyomán ismertetjük.
A település – valószínűleg az i. e. 2. század végén alapították – Kherszonészosz városától északra, az Alma folyó torkolatánál állt. Az Alma bal partja kb. harminc méter magas hegyfokot alkot, ide építették a szkíták városukat. Területe meghaladja a hat hektárt. Kiterjedésben felülmúlja a szomszédos görög városokat (Kalosz Limen, Kerkinitisz), sőt más szkíta településeket is, kivéve a királyság székhelyét, mely a mai Szimferopol közelében állott, és nagyjából húsz hektár területet foglalt el.
A várost vastag falak vették körül, magasságuk közelítőleg tíz méter lehetett. A kőlapokkal, tengeri kavicsokkal kikövezett utcák mentén gazdasági- és lakóépületek sorakoztak. A házakat kőből vagy kő alapzatra rakott vályogtéglából építették. A tehetősebbek házainak falát cseréptáblák, a szegényebbekét alighanem szalma és deszka borította. A házak lakóterének közepén agyagból tapasztott tűzhely állt. Az udvarban vermeket ástak, és az állatok számára kő jászlakat helyeztek el.
A város lakói mindenekelőtt növénytermesztéssel és állattenyésztéssel foglalkoztak. Árpát, búzát, rozsot, valamint borsót, cicorlencsét (Vicia ervilia), lencsét stb. termesztettek.
A termést vermekben tárolták. Egyik-másik verem három méternél is mélyebb volt, közel két méter széles, térfogata pedig három köbméter körüli. A vermekben nem csak gabonát, hanem más élelmiszereket is tároltak. A település feltárása során kemencéket, szemetes gödröket, áldozati helyeket stb. is kiástak. A város lakói a gabonát forgóköves kézi malmokkal őrölték. A régészek a településen szőlőmagokat is találtak, valamint egy sajtó maradványát.
A város lakói juhot, kecskét, marhát, sertést, illetve szárnyasokat tenyésztettek, és a kiásott halcsontok bizonysága szerint halászattal is foglalkoztak. Az iparosok fonással, szövéssel, illetve bronzöntéssel, bőr-, csont-, fa-, kő- és vasfeldolgozással stb. keresték kenyerüket.

## Családi élet
Az ókor történetírói a szkíták hétköznapjainak kevés figyelmet szenteltek. Az ezzel kapcsolatos adatokat innen-onnan kell összeszedegetnünk. Tudósítóink inkább az egyedit, a nem mindennapit próbálták ábrázolni, és olykor beszámolójuk hitele is kérdéses. Felmerül ugyanis a gyanú: nem mindig értelmezték helyesen a látottakat vagy hallottakat, és alighanem ki is színezték beszámolóikat.
A szkíták fejedelmei – valószínűleg csak a hatalmasabbak, akiknek vagyona ezt lehetővé tette – többnejűek voltak. A királyi szkíták Ariapeithész (Αριαπειθης) nevű nagyurának Hérodotosz szerint három felesége volt – görög, trák és szkíta –, s ezektől egy-egy fiúgyermeke született. Egyik fiáról (Szkülész: Σκυλης) tudjuk, görög feleséget is vett maga mellé.
A királyi családok közötti szövetséget gyakorta házassággal pecsételték meg, máskor pedig a béke, a jószomszédi viszony biztosítéka volt a házasság. Más szóval a királyi hitvesek jobbára kezesként kerültek idegen házba.
Ha a király meghalt, feleségének (feleségeinek) és gyermekeinek – ókori szokás szerint – a trón örököse, rendszerint a legidősebb fiú lett ura, illetve gondviselője.
Sztrabón szerint Szkülurosz (Σκυλυρος) nagyúrnak seregnyi fia volt. Számuk ötven vagy nyolcvan, állítja forrásaira hivatkozva történetírónk. Leányokról nem esik szó, pedig ennyi fiúgyermek mellett bizonyára nem kevesen lehettek. Egyikük nevét azonban egy márvány áldozati asztalra vésett felirat (Pantikapaion, i. e. kb. 140–111.) megőrizte: „… Szenamótisz, Hérakleidész felesége, Szkilourosz király leánya, szenteli az asztalt Dithagoianak.” Mindhárom szkíta nevet – Σεναμωτις, Σκιλουρος, Διθαγοια (utóbbi bizonyára a szkíta istenségek egyikének megszólítása) – görögös lepelbe öltöztette az ismeretlen vésnök.
A köznép képviselői szinte bizonyosan egynejűségben éltek. Az ellenkező érvényű tudósítások hitele kétes. A nőközösségről szóló beszámolók alighanem félreértésen és feltételezésen alapulnak, nemigen tekinthetjük őket történelmi valóságnak.
Az agathürszökről – szkíták által uralt trák népesség – Hérodotosz úgy tudja, asszonyaikat közösen birtokolták. Hasonlót állít – s ugyanezt mondja Sztrabón is – az ászikkal (Masszagetai: Μασσαγεται) kapcsolatban: egynejűek voltak, de feleségeikkel közösen éltek. A jobban ismert királyi szkítákkal kapcsolatban ilyesfélét nevezett szerzők egyike sem közöl.
Nikolaosz Damaszkénosz (i. e. 1. század) ezzel szemben – Csodálatos szokások gyűjteménye című művének 123. szakaszában – a királyi szkítákról is hasonlóképpen nyilatkozik. Leírásából azonban kiviláglik, hogy a szkíta közösség összetartásának jeleiből (kölcsönös megbecsülés stb.) következtet vagyon- és nőközösségre. A legigazságosabb jelző pedig felbukkan már Homérosz Iliasz című hőskölteményében is. Ez esetben tehát alighanem a szkíta népekhez kapcsolódó történelmi közhelyről van szó, melynek elemei felbukkannak több ókori szerző, pl. Aiszkhülosz, Hérodotosz, Sztrabón, Arrianus munkájában is.
„(…) Ők továbbá a legigazságosabbak is, közösen birva a jószágokat és nőket, ugy hogy az öregebbeket atyáiknak, a fiatalabbakat fiaiknak, az egykoruakat testvéreiknek nevezik.(…)Mondják, hogy ezeknél még senkiről sem beszélték, hogy irigykedett, gyülölt vagy félt volna, életök közössége és igazságuk miatt. Nejeik nem kevésbé harcziasok mint a férfiak, s együtt mennek ezekkel a háboruba, midőn szükséges.” – Télfy János fordítása.

## Tisztálkodás
A szkíták tisztálkodási szokásait illetően ókori forrásaink igencsak szűkszavúak. Szerzőik általában nem mentesek az előítéletektől, és jobbára egy-két eset alapján vonnak le általános következtetéseket. Hallgassuk meg például, mint mond e kérdésről Hérodotosz.
„A scythák tehát magokkal vivén e kender magvát, a nemezsátrakba bújnak, és azután a tűz által izzó kövekre dobják a magot. Ez pedig reáhintve füstölg s oly nagy gőzt okoz, hogy semmiféle görög izzasztó fördő felül nem múlja. S a scythák gyönyörködve ezen izzadásban kurjonganak. Ez nekik fürdő gyanánt szolgál; mert vízzel soha sem mossák testüket. A nők pedig érdes kövön összetörnek cyprus-, cédrus- és töményfát s vizet öntenek reá. S azután e gyurmával, mely vastag, bekenik az egész testet és arczot. S ettől jó illatuak is, s ha másnap leveszik a kenőcsöt, tiszták és fényesek is.” – IV. könyv, 75. szakasz (Télfy János fordítása).

## Hitvilág
Földanyácska: félig leány, félig kígyó

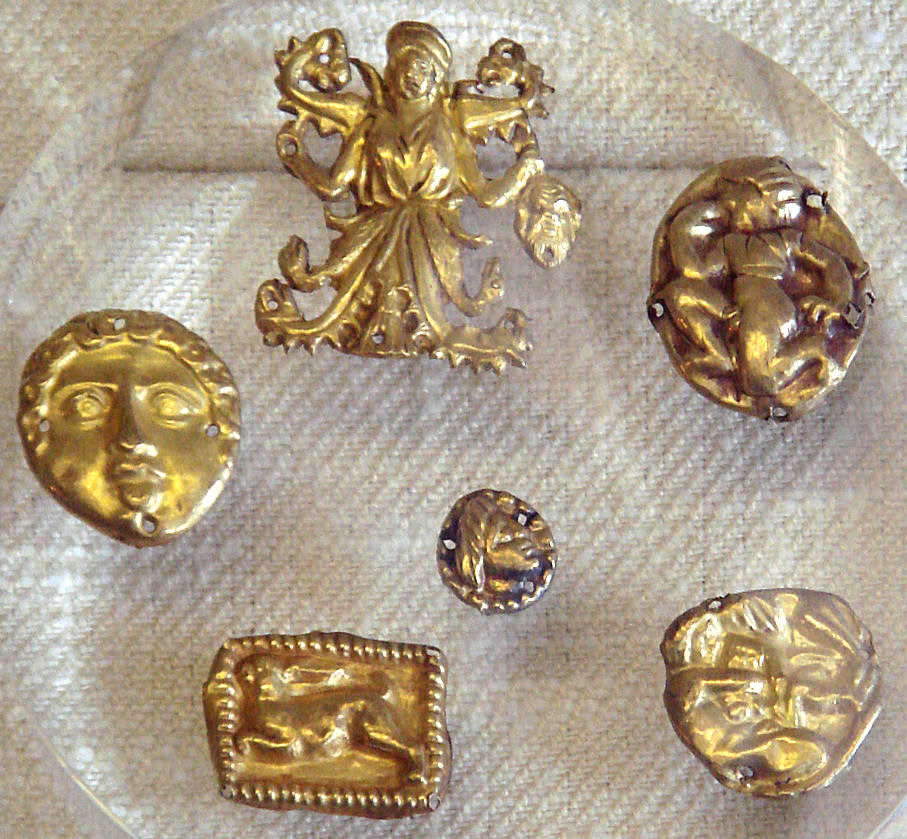
Szkíta varázsszerekFöldanyácska: félig leány, félig kígyó

A szkíták természethívők voltak. Számos istenséggel népesítették be világukat. Néhánynak ezek közül nevét is ránk hagyományozták az ókor tudósítói, s feljegyezték a szkíták eredetmondáját is. A szkíta neveket azonban (szabályozás híján) ki-ki saját hallása szerint rögzítette. Különböző szerzők munkáiban – sőt ugyanazon szerző különböző kézirataiban – a nevek gyakorta eltérő lebetűzéssel szerepelnek. S ehhez jön még: a szkíta szavakat rendszerint átgyúrták, s a görög, latin névszókhoz hasonlóan toldalékolták stb.
A szkíta szavak visszafejtésével – elsősorban iráni nyelvekre alapozva – többen is kísérleteztek, meggyőző eredményt azonban tudósainknak ez ügyben még nem sikerült felmutatniuk. Az újabb és újabb próbálkozások is a kétségek jeleként értelmezhetők.
Hérodotosz szerint a szkíták legfőbb istenségei Tabiti (Ταβιτι), Papaiosz (Παπαιος), Api (Απι), Goitoszürosz (Γοιτοσυρος) és Argimpasza (Αργιμπασα). Rendre a tűz, az ég, a föld, a Nap és az érdem megszemélyesítői. Jeles történetírónk a szkíta hadistenségről, a harag és háborúság uráról is értekezik: neve görögösítve Targitaosz (Ταργιταος).
A királyi szkíták, mondja Hérodotosz, Thagimaszadasz (Θαγιμασαδας) személyében a tengert is tisztelték. Utóbbi neve Plinius könyvében Temarunda vagy Temerinda.
Lukianosz írásából kiderül, a szkíták istenségként tisztelték az életadó szelet, valamint a halált jelképező kardot. Utóbbi bizonyára a Hérodotosz által is említett hadistenség jelképe volt.
A szkíták hitvilágáról, s mellékesen eredetmondájukról, valamint művészetük lényegéről avatottként beszél László Gyula történész.
„Mi lehet az értelme annak, hogy a szkita ember s ló díszítése tele van a puszták egész állatvilágával? A szkiták eredetmondája szerint egy nagy hős (kit a görögök Heraklessel azonosítottak) a pusztában bolyongva találkozott egy félig asszony s félig kígyó lénnyel s kettejük nászából született a szkita nemzet. Velejében ez a monda sem más, mint az Emese álmában megismert ősi elképzelés egyik változata. Az a félig emberi nő, akivel az ősapa találkozott, nem földi lény volt, hanem minden élet szülőanyja, az ősi istenasszony. Ő adott életet nemcsak az embernek, hanem minden teremtett lénynek, ő a világban lévő női elem, az anyaföld. Ennek az istenasszonynak képét meg is találjuk mind a lószerszámon, mind pedig az emberek s asszonyok ruházatán. E szerint a ruházat vagy a lószerszám arra való, hogy általa az életet és a termékenységet védő istenanya oltalma alá helyezze a szkita ember. Olyanféle szerepe van, mint a sámánruhának vagy a sámándobnak, amely önmagában is kis zárt világmindenség. A szkita hitvilág sem volt azonban egyrétű. Sok helyt látjuk a vezetőszarvast. Aranyból készítik, mesterműként díszíti a szarvasnemzetség fejedelmeinek pajzsát. Lovuk fejére aranyból való szarvasálarcot húznak, hogy hátaslovuk olyan legyen, mintha szarvason ülnének. Rövidre bogozzák a ló farkát, hogy olyan legyen, mint a szarvasé. Üstökét csokorrakötik s az úgy lobog a szélben, mintha agancs lenne. Az állatalakok meg nemcsak az istenanya tiszteletét fejezik ki, hanem egyúttal felruházzák azt, kire kerülnek, mindazokkal a tulajdonságokkal, gyorsasággal, bátorsággal, szívós küzdőképességgel s így tovább, amelyekkel az ábrázolt állatok jeleskednek. (…)A szkitáknál tehát a díszítés nemcsupán iparművészeti ténykedés, nem a hideg fényt és pompát szolgálja, hanem belekapcsolja az embert a világmindenségbe, felfegyverzi őt s beleötvözi az ő életét is a többi teremtmények életébe. Mi más ez, mint a legmagasabbrendű művészet?” – A honfoglaló magyar nép élete.

## Szkíta nyelv
Ovidius, saját szavai szerint, megtanulta a szkíta nyelvet

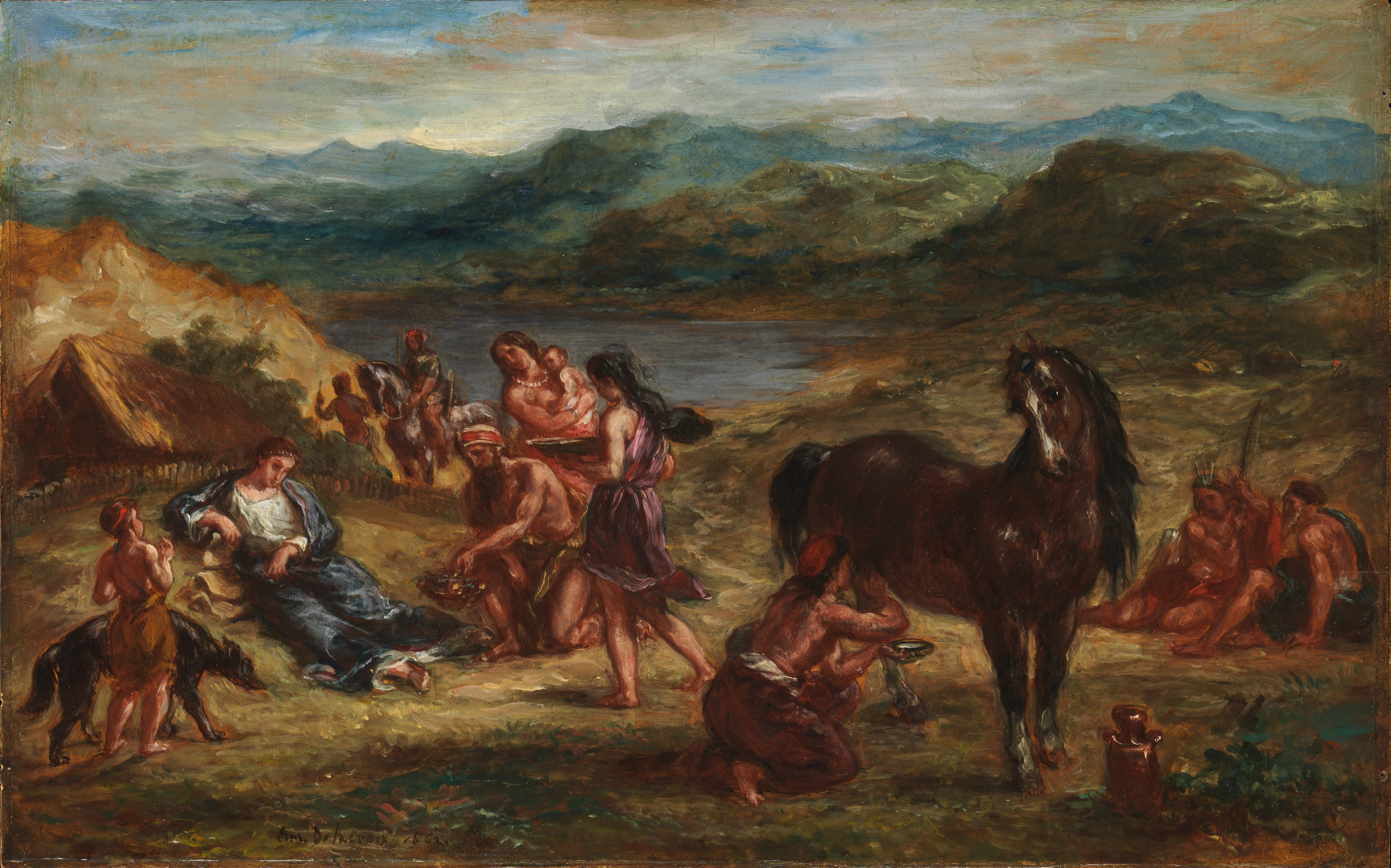
Eugène Delacroix: Ovidius a szkíták körébenOvidius, saját szavai szerint, megtanulta a szkíta nyelvet

Johannes Goropius Becanus (1519–1572), Claudius Salmasius (1588–1653) és Marcus Zuerius Boxhornius (1612–1653) felismerte az indoeurópai nyelvek hasonló jellemvonásait. Feltételezték egy közös, ősi indoeurópai nyelv létezését, és ezt – egyebek között ókori közhelyekre alapozva, miszerint a szkíta a világ legrégebbi népe – szkíta nyelvnek nevezték. Jeles szerzőink természetesen mit sem tudtak a szkíták nyelvéről. Hasonlóképpen vélekedett az indoeurópai nyelvcsaládról Gottfried Wilhelm Leibniz is. Ezen úttörők nyomdokán haladva fejlesztették ki elméletüket a szkíta nyelvről német nyelvű kutatók, pl. Johann Kaspar Zeuß, Karl Müllenhoff, Wilhelm Tomaschek. Dolgozataik, illetve eredményeik terelték a figyelmet az indoiráni nyelvek felé. Nevezett szerzők összegyűjtötték a szkítáknak tulajdonított kifejezéseket, és azokat az említett nyelvek szavaival vetették egybe. A szkíták iráni mivoltát szerzőink bizonyítást nem igénylő, magától értetődő, könnyen belátható igazságként kezelték.
Az első összefoglaló tanulmányt a szkíta szavak értelmezésének tárgyában Max Vasmer írta. Szókincs tekintetében azonban Vaszilij Ivanovics Abajev dolgozata áll az élen. E munkában, nem számítva az ismétlődéseket, mintegy kétszáz kifejezés szerepel.

### Rendszer
A szkíták nyelvét a szakemberek – közmegegyezéssel – az indoeurópai nyelvcsaládba, az indoiráni nyelvek csoportjába, a kelet-iráni nyelvek közé sorolják. Utóbbiakat további két csoportba – észak- és délkeleti – rendezik. A mondottakkal kapcsolatban többek között a Rüdiger Schmitt által szerkesztett Compendium Linguarum Iranicarum című munka adhat bővebb felvilágosítást.
A kelet-iráni nyelvek északkeleti csoportjába tartozna az avesztai, baktriai, szkíta, szarmata, alán, oszét, szogd, jagnobi és khorezmi nyelv. A dőlt betűváltozattal kiemeltek, illetve a szogd és a jagnobi a szakemberek szerint közelebbi rokonok. Az oszét és a jagnobi ma is él, a többi a nyelvészek szerint kihalt. A kelet-iráni nyelvek délkeleti csoportjába tartozik, többek között, a hotani és tumusukoi szaka nyelv. E kettőt ma már bizonyosan nem beszélik.
Léteznek más vélemények is, érvek a szkíták iránisága ellenében. Mindamellett, az ellenkező érvényű megállapítások és viták dacára, a szkíta népek, illetve a szkíta nyelv iráni mivoltát ma – különösen a hazai szakirodalomban, és még inkább a népszerűsítő kiadványokban – általában bizonyítottként, sőt tényként kezelik.

### Másféle vélemények
Az eltérő álláspontot képviselők közé sorolhatjuk először is Hérodotoszt, aki ekként nyilatkozik a királyi szkíták nyelvéről:
„A pásztori scythák közől egy férfi csapat föllázadván kivonult Média földére. Uralkodott pedig ezen időben a Médokon Cyaxares, Phraortesnek, Dejoces fiának, fia; a ki ezen scythákkal, mint oltalomért esdeklőkkel, eleinte jól bánt, annyira hogy nagyrabecsülvén őket, gyermekeket adott át nekik, hogy tanulják meg nyelvöket és a nyilak mesterségét.” – I. könyv, 73. szakasz (Télfy János fordítása).
A szakemberek a médek nyelvét is az iráni nyelvcsaládba sorozzák, beszélői azonban – a fentiek szerint – nem értettek szót az iráninak mondott szkítákkal.
S ezek után következzenek – a teljesség igénye nélkül – korunk jelesei időrendben:
Karl Johann Heinrich Neumann a szkítákat és nyelvüket a mongolokkal, illetve nyelvükkel kapcsolta össze.
Csengery Antal szerint a szkíták sumer–akkád nemzetiségűek.
Johann Gustav Cuno a szkítákat a lett–szláv (balti–szláv) népek közé tartozónak tekintette.
Kuun Géza és Vámbéry Ármin törökös népességnek tartja a szkítákat.
Nagy Géza igen alaposan körbejárta a kérdést, s végül a szkítákat, illetve nyelvüket uráli–altajiként sorolta be.
Fischer Károly Antal terjedelmes értekezést tett közzé a szkíta szavak összehasonlításának tárgyában. Meggyőződése szerint a szkíták nyelve lényegét tekintve a magyarral azonos.
Mészáros Gyula a hatti nyelv szavaival vetett össze, s magyarázott meg több szkíta kifejezést.

### Nehézségek
A görög, a latin stb., illetve a szkíta nyelv hangkészlete nem feltétlenül egyezik meg. A görögben stb. hiányzó hangokat az ókor tudósítói nyilván a leginkább hasonlóval, szabályozás hiányában hallásuk szerint próbálták meg helyettesíteni. Mindezekhez adjuk még hozzá a kéziratokat másolók tévedéseit stb. is.
Szerzőinket (alkalmasint a kéziratok másolóit is) nagy mértékben befolyásolta műveltségük, és saját anyanyelvük ismerete. Az idegen szavakat a jobb görögös, latinos hangzás érdekében rendszerint átgyúrták, és a görög, latin névszókhoz hasonlóan toldalékolták. Uvakhsatra, méd király nevének lebetűzése görög munkákban – példaképpen – Küaxarész (Κυαξαρης).
A mondottakat figyelembe véve aligha meglepő, ha különböző szerzőknél, sőt ugyanazon szerző különböző kézirataiban sokszor másként betűzik le ugyanazon nevet.
A királyi szkíták tengeristenségének megszólítása Hérodotosz szerint Thagimaszadasz (Θαγιμασαδας), Plinius munkájában viszont Temarunda vagy Temerinda.
Az egyik szkíta nagyúr neve Hérodotosz munkájának különböző kézirataiban Szauliosz (Σαυλιος), Szauaiosz (Σαυαιος), Szaulaio (Σαυλαιο). Ugyanez görög feliraton Szauaioszosz (Σαυαιοσος), Diogenész Laertiosz művében pedig Kadouidasz (Καδουιδας). Utóbbi alighanem a görög szigma (Σ) és a kappa (Κ) nagybetű, illetve a szigma (σ) és a delta (δ) kisbetű betűképének hasonlósága, jobban mondva a szkíta nyelvet nem ismerő szerző vagy a kéziratmásolók tanácstalansága okán öltött egyéni alakot.
A kelet-európai szkíták szövetségének nevét urartui felirat Išqigulu, asszír ékiratos táblák Aškuza vagy Iškuza, a Biblia héber szövege Aškuz (אשכנו) – rontott alakban Aškenáz (אשכנז), görög és latin források Szküthoi (Σκυθοι), illetve Scythae alakban rögzítették. Görög és latin, valószínűleg a jobb hangzás, a könnyebb kiejtés kedvéért, elhagyta a kezdő magánhangzót. (Részletesebben: A szkíta szövetség nevéről, A szövetség neve Ferenczi szerint.)

### A szószedet
Az egykorú forrásokban fennmaradt szkíta szavak száma – ide sorolva a pénzérméken, görög, latin, perzsa stb. feliratokon rögzített, magán a feliraton is szkítáknak tulajdonított neveket is – alig több száznál. Valamennyi kifejezés névszó, jó részük tulajdonnév.
A görög gyarmatvárosokban végzett ásatások során megtalált tárgyak feliratain nagy számú, háromszáznál is több szkíta eredetű nevet vélnek felismerni. Kisebb részüket a felirat szövege is szkítának mondja. Nagyobb részüket azonban csupán azért tekintik szkíta eredetűnek, mert a görög nyelv szókészlete alapján nem tudják őket értelmezni.

### Kétértelmű szófejtések
Mintegy két tucatnyi szkíta vagy szkítának vélt kifejezésnek jelentését is feljegyezték az ókor tudósítói. Egy részük bizonyára szkíta, más részük nyilvánvalóan görögös kifejezés.
Hészükhiosz például több görög tövű szót tekint szkíta eredetűnek.
A hippaké (ιππακη: lótejből készített túró) nyilván szkíta táplálék volt, ám görögök adta neve kétségkívül a hipposz (ιππος: ló) kifejezésben gyökerezik. A túró szkíta neve pedig görögösen türosz (τυρος) volt. Pszeudo-Hippokratész művében a szkíta szót görög jelző minősíti: türosz hippón (τυρος ιππων), azaz, szó szerint, lótúró.
Az isztrianidesz (ἰστριανίδες: szkíta hosszú köpeny, betű szerint isztriai) a görögök egyik gyarmatvárosának nevét idézi: Isztrié (Ἰστρίη).
Több szkítáknak mondott kifejezés vélhetően sem nem görög, sem nem szkíta eredetű. Mayor és társai például görög vázákra festett, szkítáknak tulajdonított neveket kaukázusi nyelvek alapján tudtak értelmezni.
Példaként – a jelentés szerint ismert szkíta kifejezéseket illetően – leggyakrabban Hérodotosz egyik-másik szómagyarázatát idézik. Lássuk, hogyan próbálják ezeket iráni szavakkal egyeztetni.
Arimaszpoi (αριμασποι: egyszeműek) – arima (αριμα: egy), szpou (σπου: szem) –: arima (oszét ærmæst: egyedüli, egyetlen; avesztai airime: csendes), valamint szpou (avesztai spas: megjövendöl; szanszkrit spaś: lát). Ilyenformán a görög hallás szerint lejegyzett szkíta arimaszpou (egyszemű) kifejezés iráni nyelvekből levezetett tartalma egyetlen megjövendölő, egyetlen látó, csendes látó stb. lenne. (Az egy szó óiráni nyelven, például, aiva, a szem kifejezés pedig čašman, magyarra átírva csesmen. Lásd Bartholomae: Altiranisches Wörterbuch, 22., illetve 583. oldal.)
Enarees (εναρεες: hímnők): aner (a: egyes indoeurópai nyelvekben fosztóképző), valamint (szankszkrit és zend nara, nar: férfi). A szkíta nő-férfiak ezek szerint csupán férfiatlanok. Márpedig Hérodotosz nem ezt mondja.
Oiorpata (οιορπατα: férfiölő) – oior (οιορ: férfi), pata (πατα: megölni) –: oior (avesztai és szanszkrit vīra: férfi, hős), valamint pata (avesztai paiti és szanszkrit pati: úr). A görög hallás szerint lebetűzött szkíta oiorpata szó iráni magyarázata tehát férfi-úr, némi jóindulattal férfi ura. Hészükhiosz művében a férfiölők (többes számú) kifejezést ormatai (ορμαται) alakban látjuk viszont, s ez felveti a kérdést, vajon helytálló-e Hérodotosz szófejtése. Az oiorpata és ormatai szóalak összecseng a szarmata (szarmatai: σαρμαται, szauromatai: σαυρομαται, szürmatai: συρμαται) kifejezéssel. A szarmatai stb. név a királyi szkíták által a Don mellékére letelepített, Szüromedia (Συρομεδια) tartományból származó iráni népességre hivatkozik. A madaiakat, médeket ókori források asszonyok által uraltaknak (günaikokratoumenoi: γυναικοκρατουμενοι) nevezték. A madai leányok – alighanem róluk mintázták a mesebeli amazonokat – csak akkor mehettek férjhez, ha megöltek ellenségeik közül legalább egy férfit. Hérodotosz és Hészükhiosz magyarázata tehát ide illő, ám valószínűleg mondvacsinált.
Végezetül lássuk ama szkíta kifejezéseket, melyekre legtöbben próbáltak meg iráni stb. párhuzamot találni. A szkíták eredetmondájában előszámlált nevekről van e helyen szó:
„A mint pedig a scythák mondják, az ő nemzetök mindnyájan közől a legfiatalabb; s hogy ez igy keletkezett: ezen földön, mely pusztaság volt, született először egy ember, kinek neve volt Targitaus. Ezen Targitaus szüleinek mondják lenni – noha nekem hihetlent mondanak, de még is mondják – Jupitert és Borysthén folyójának egyik leányát. Ilyen nemzetségből született legyen Targitaus; ebből pedig származott három fiu: Lipoxais, Arpoxais és Kolaxais, a legfiatalabb. Ezek uralkodván, az égből lehulló arany műdarabok; eke, járom, kétélű fejsze és csésze estek a scytha földre. A legidősebb első volt ki ezt látta s gyorsan oda szaladt, fölakarván venni; de az arany, midőn hozzá közeledett, égni kezdett. Ez visszavonulván, a második közeledett oda, és ugyanaz történt. E kettőt tehát elűzte az égő arany; de midőn a harmadik, a legifjabb, hozzá lépett, elaludt és ő azt elvitte magához. A két idősebb fivér megtudván ezt, átadták az egész országot a legifjabbnak.Lipoxaistől származtak azok a scythák közől, kiket nemzetségre nézve Auchatáknak neveznek; a középső Arpoxaistól pedig kik Katiarok- és Traspiseknek hivatnak; végre a legifjabbiktól, a királytól, kik Paralátoknak neveztetnek. Mindnyájoknak a nevök pedig Skolotok a király melléknevétől. De a görögök scytháknak nevezték el.” – IV. könyv, 5–6. szakasz (Télfy János fordítása).
Télfy nem betű szerint adja vissza a Hérodotosz által lejegyzett szkíta szavakat, és az Isten (Διός) szót Jupiter alakban ülteti át magyarra, jóllehet a görögök hite szerint az égi atya neve Zeusz, a szkíták égi atyja pedig (görögösen) Papaiosz.
A szkíták eredetmondája kétségkívül a tanítómesék sorába tartozik. Minden kutató úgy gondolja, kapcsolat van az égből hullott tárgyak, a királyi sarjak, illetve a tőlük származó nemzetségek (inkább foglalkozások, mesterségek képviselőinek) neve között. Az összefüggések azonban az iráni szófejtésekből nemigen akarnak kibontakozni.
Papaiosz (Παπαιος), illetve Borüszthenész (Βορυσθενης) – utóbbi nevét egykor a Dnyeper folyó viselte – egy-egy szkíta istenség. Borüszthenész leányának (Földanyácska) megszólítása görögösen Api (Απι). A Borüszthenész név jelentése Abajev szerint *varu-stāna, azaz széles tartomány. Mármost feltehetjük a kérdést: tartalma szerint vajon helyes-e a szóban forgó megfejtés? Hihető-e, hogy a szkíták egyik istenségüket Széles tartomány névvel illették?
A mondában előszámlált neveket, valamint megfejtésüket az alábbi táblázatok fogják össze. Az indoiráni elmélet hívei olykor nem csupán iráni, hanem más indoeurópai, sőt szemita nyelvek szógyűjteményét is igénybe vették segédletként. Az iráni stb. kifejezések megtalálhatók forrásainkban, e helyen azonban – mivel az áttekintést igen megnehezítette volna – mellőztük őket. A hasonló megfejtések közül csak az elsőt idéztük.
|              | Targitaosz (Ταργιταος) | Lipoxaisz (Λιποξαις, Λειποξαις, Νιποξαις, Νιτοξαις) | Arpoxaisz (Αρποξαις)                                    | Kolaxaisz (Κολαξαις)           |
| ------------ | ---------------------- | --------------------------------------------------- | ------------------------------------------------------- | ------------------------------ |
| Ebel         | Futás erő              | Felkent uralkodó                                    | Kicsi uralkodó                                          | A nemzetség uralkodója         |
| Miller       | Nyíl erő               |                                                     |                                                         |                                |
| Tomaschek    |                        |                                                     |                                                         | A hadsereg fejedelme           |
| Justi        | Bátor                  | Szép uralkodó                                       |                                                         |                                |
| Christensen  |                        |                                                     | A nép névadó királya, Arpa vagy Rpa                     | A skolotok uralkodója          |
| Vasmer       | Hosszan tartó erő      |                                                     |                                                         |                                |
| Abajev       |                        |                                                     | A Dnyeper ura, a vizek ura                              | A Nap királya                  |
| Brandenstein |                        | Az idősebbek vezetője                               | A középkorúak vezetője                                  | A fiatalok vezetője            |
| Dumézil      |                        | A férfiak társulásához tartozó fiatalok vezetője    | Vezető szerep vállalója, főként a földművelés területén | A felmenők vezetője            |
| Cornillot    |                        | A fejsze hordozója                                  | Az iga hordozója                                        | A fejfedő hordozója            |
| Ivantchik    |                        | A mesebeli Ripaia hegység királya                   | A végtelen mélység uralkodója                           | A Nap uralkodója, égi uralkodó |
| Loma         | Az emberiség atyja     | A félsziget uralkodója                              |                                                         | Mindenen uralkodó, nagykirály  |
|              |                        |                                                     |                                                         |                                |
|              | Aukhatai (Αυχαται)     | Katiaroi (Κατιαροι)                                 | Traszpiesz (Τρασπιες)                                   | Paralatai (Παραλαται)          |
| Müllenhoff   |                        |                                                     |                                                         | Első helyre állított           |
| Tomaschek    |                        | Csekélyebb, kisebb                                  | A folyamok túlpartján élő                               |                                |
| Abajev       | Jámbor, szent          |                                                     |                                                         |                                |
| Brandenstein | Téglakemencét birtokló | Kos                                                 | Háromlovú                                               |                                |
| Dumézil      | Testi erő              | Marhalegelőt birtokló                               | Erős lóállományt birtokló                               |                                |
| Cornillot    | Uralkodó               | Az eke hordozója                                    | Aludttej                                                |                                |
| Loma         | Árokkal elválasztott   | Vándor                                              |                                                         |                                |

Ezek után – a felvázolt kép alapján – ki-ki eldöntheti, mennyire szilárd alapokon nyugszik a szkíta népek, illetve anyanyelvük iráni rokonságának elmélete.

## Szkíta írás

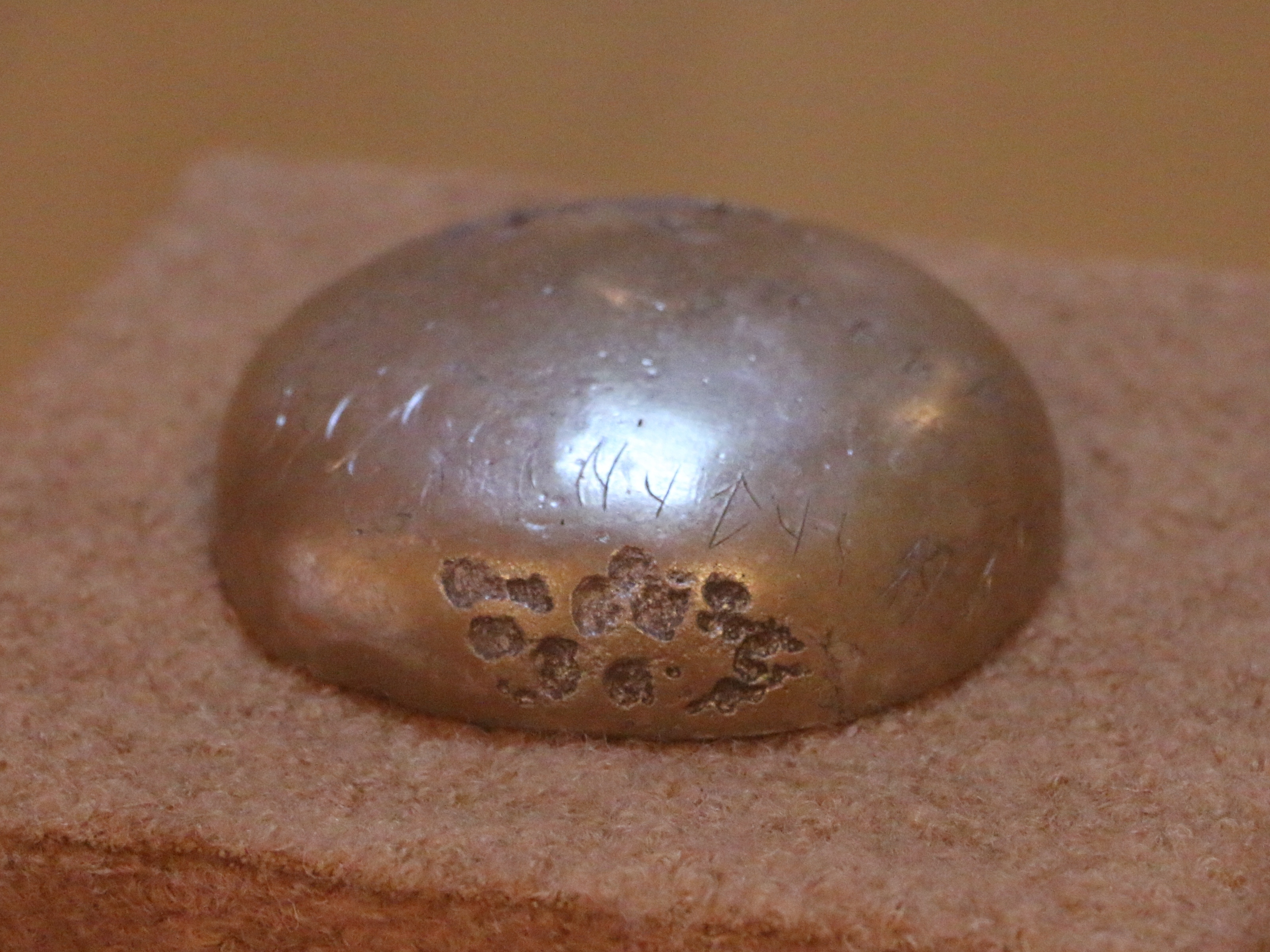
Az Iszik sírhalomból kiásott csésze

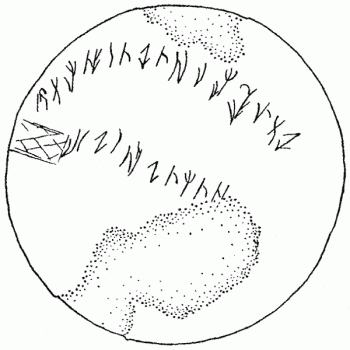
Az Iszik sírhalomból kiásott csésze rovásfelirata (fejjel lefelé)

A szkíták – jóllehet az írást, rovást ismerték és használták – nem hagytak ránk terjedelmesebb szövegeket. Közlendőjüket valószínűleg inkább bőrre festették vagy fára rótták stb., ezen anyagok pedig nem állnak ellen az idő pusztításának. Fennmaradt azonban néhány csontból, fémből, szaruból stb. készült tárgy, melyeken saját jeleikkel, illetve idegen ábécével rögzítettek szavakat, rövid mondatokat. Többen kísérleteztek ezek megfejtésével, hihető, illetve általánosan elfogadott megoldás azonban még nemigen született. A kétségeket jelzik az újabb és újabb próbálkozások, és ezzel kapcsolatban a meg-megújuló viták is.
Az Iszik sírhalomból kiásott ezüst csésze feliratát többen is megmagyarázták, ám hihető értelmezésével, úgy tűnik, adósaink maradtak. Az edény az i. e. 5. századból való; a szakaurak hagyatéka.
Harmatta János szerint a szöveg a hotani szaka nyelv kharosthi írásjelekkel lejegyzett szavait rejti. Szerzőnk a szöveget ekképpen olvassa, illetve magyarázza:
za(ṃ)-ri ko-la (ṃ) mi(ṃ)-vaṃ vaṃ-va pa-zaṃ pa-na de-ka mi(ṃ)-ri-to
ña-ka mi pa-zaṃ vaṃ-va va-za(ṃ)-na vaṃ
Tároltassék az edényben szőlőbor, hozzá főtt étel, annyi, a halandónak, azután hozzá főtt friss vaj.
Amanzsolov az ótörök jelekre és nyelvre alapozva fejtette meg a szóban forgó szöveget:
Aγa, saηa očuq!
Bez, cök! Boqun ičrä [r?] azuq! …i
Bátya, neked tűzhely!
Idegen, le! Utódok, belül étek!
E megfejtések összefüggéstelen szóhalmaznak tűnnek, szerzőjük magyarázatával együtt sem tekinthetjük őket hihető megoldásnak. Annál is inkább, mivel szakembereink nem figyeltek az időrendre. A kharosthi írásjeleket az i. e. 3. században alkották meg, az ótörök rovásjelek pedig csak az i. sz. 8. században bukkantak fel. Ismereteink szerint a hotani szakák nyelve sem létezett az i. sz. 4. század előtt. Nevezett nép egy része az i. e. 2. században telepedett le a Tarim-medencében, és cserélte szkíta anyanyelvét – kisebbségben – iránira.
A Szarvas mellett talált tűtartó a szkíta avarok régészeti hagyatéka. Rovásfeliratának jeleit jobbára a székely–magyar rovásbetűkkel rokonítják, s szövegét eszerint fejtik vissza (részletesebben lásd Szarvasi rovásfelirat). Vékony Gábor olvasata ma beszélt nyelvünkhöz igazítva:
„Üngür démon ellen ím e vas; tű szúródjon a démonba, tű, tű, szúrj, bökj, varrj (el)! (te aki) szétfejtesz, egybeöltsz… Üngür ne gyarapodjon (legyen), űzd, emészd (el) őt, én istenem!”

## Vérrel megpecsételt eskü

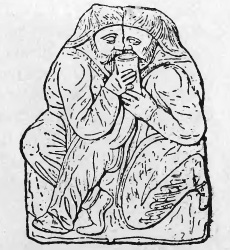
Esküdtek

A vérrel megpecsételt eskü, amint ezt ókori tudósítók nem egyszer leírták, kitüntetett szerepet játszott a szkíta szövetség népeinek életében. A hunok, illetve szövetségeseik is ragaszkodtak az esküvés eme formájához.
Az esküvési szertartás lefolyását ekként írja le Hérodotosz:
„Szerződéseket pedig igy kötnek a scythák, legyen az akárki, a kivel megkötik: nagy agyag serlegbe bort öntvén hozzávegyitik a szerződő felek vérét, árral megszurván vagy késsel megvágván kevéssé testöket; azután belemártanak a serlegbe kardot, nyilakat, két élű fejszét s hajító dárdát. S miután ezt megtették, hosszasan imádkoznak és azután mind magok a szerződő felek, mind legelőkelőbb kísérőik isznak belőle.” – IV. könyv, 70. szakasz (Télfy János fordítása).
Lukianosz, illetve az általa megszólaltatott Toxarisz nagyjából ugyanígy nyilatkozik a baráti szerződéssel kapcsolatban:
„Ha pedig barátul választottunk már valakit, következik a szövetség s a legnagyobb eskü, hogy bizonyára egymással fogunk élni, s ha kell, egymásért meghalni. És igy teszünk is; mert mihelyt bemetszvén ujjainkat serlegbe csöpögtetjük a vért s kardjaink hegyét bemártván egyszerre iszunk mindketten belőle; semmi sincs mi ezután minket szétválaszthatna.” – Toxaris, avagy barátság (Télfy János fordítása).
Toxarisz mindehhez hozzáteszi még: legfeljebb három jeles férfiúval szabad efféle szerződést kötni, mert kinek sok esküdt barátja van, szabados erkölcsű nőszemélyhez tartják azt hasonlónak.
A vérszerződés szokása a pusztai népek körében a középkorig fennmaradt. A vérrel megpecsételt eskü a magyarok történelmének is meghatározó fejezete.

## Temetkezés

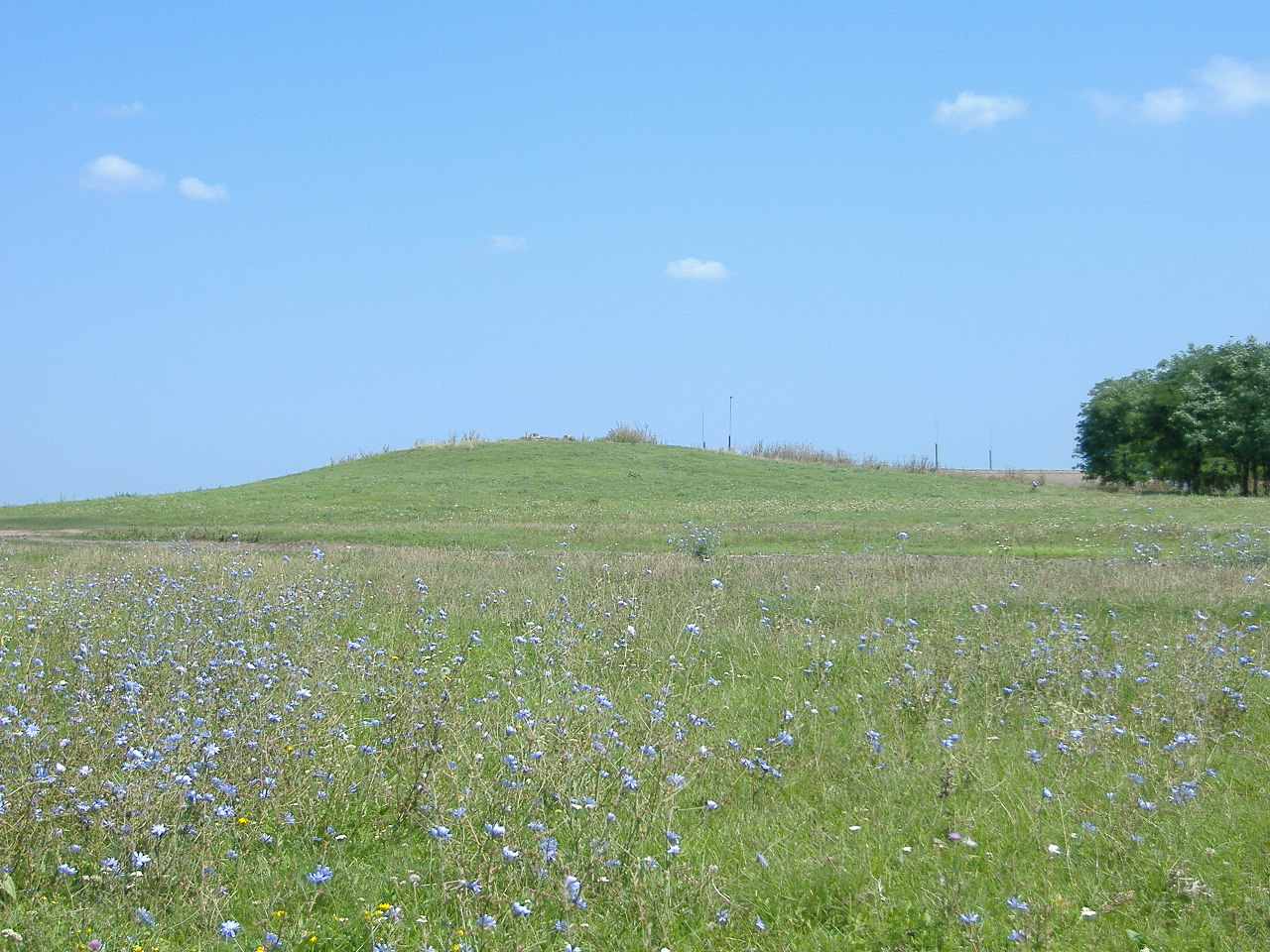
A hortobágyi Szálka-halom

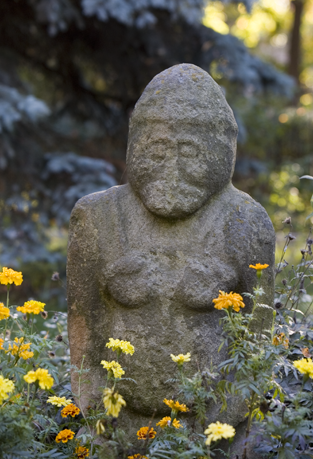
Szkíta kőbálvány

A szkíták temetkezési szokásai változtak az évszázadok során, s helyről helyre úgyszintén. Idegen környezetben például átvették az általuk uralt népek szokásait, így a hamvasztásos temetkezést is.
Hérodotosz az ászik (Masszagetai) és az isszédok szokásait taglalván az öregek feláldozásáról és feltálalásukról ír, e szokásról azonban a szkíták temetkezései nem tanúskodnak. Történetírónk valószínűleg félreértett valamit, illetve értesüléseit kiegészítette képzelet szülte elemekkel. A királyi szkíták (ezt is Hérodotosztól tudjuk) szekéren körbehordozták halottaikat – az elhunyt utoljára tett látogatást rokonainál és barátainál –, és tort, lakomát rendeztek tiszteletére. S mint Hérodotosz írja, a halott elé is feltálaltak.
Az elhunyt nagyuraknak – mondja Hérodotosz – nagyobb tisztesség járt. Őket az egész nép gyászolta: alattvalóik a fájdalom jeléül megcsonkították fülüket, leborotválták hajukat stb., továbbá ember- és állat-, valamint étel- és italáldozattal is tisztelegtek emléküknek. Az emberáldozat, amint ezt régészeti leletek bizonyítják, sokkal ritkább volt, mint azt Hérodotosz leírása sejteti. E szokást az elő-ázsiai portyázásból visszatért szkíta nemzetségek (pl. a szirákok) hozták magukkal, s úgy tűnik, nemigen terjedt el más szkíta csoportok körében.
Halottaikat a szkíták a korai időkben gödörsírokban helyezték nyugalomra, majd szokássá vált a padmalyos (a sírgödör oldalába üreget, fülkét mélyítettek), s utóbb a gerendavázas temetkezés.
Az elhunytat legjobb ruhájába öltöztették, fából összerótt, házat utánzó sírkamrában helyezték el – szegényebb atyánkfiát gyékénybe, nemezbe vagy vászonba takarták –, és mellé adták a túlvilági élet során nélkülözhetetlennek vélt eszközeit, hatalmi jelvényeit, javaiból egy részt stb. Az utolsó úton használt kocsit, gyakran csak kerekeit, szintén útravalóként mellékelték. A sírba nyilakat is tettek, mint az előkerült bronz nyílhegyek bizonyítják, valamint vörös okkerföldet.
A halottal együtt némelykor sírba szállottak a vallási élet kellékei, csengők, csörgők. A bronzcsörgők tetejét állatszobrocskák díszítik, hangadásra a belsejükben elhelyezett vasgolyócskák szolgálnak. A csörgőket farudakra szerelték, s ekképpen szólaltatták meg őket.
Szegényebbeknek egyszerű temetés, s a mindennapi élet tárgyai jutottak, elsősorban cserépedények. Az eltávozott harcossal eltemették lovát, fegyvereit, mesteremberrel olykor – ha foglalkozásának családja körében nem akadt folytatója – szerszámait.
A sír, rejtek fölé – ha az elhunyt tekintélyes személy volt – gyeptéglából, kőből halmot emeltek. (E szokást a szkíta népek, illetve kelet-európai elődeik a kőrézkor késői szakaszának kezdete óta gyakorolták.) A sírhalomra állított kőbálvány az eltávozottat személyesítette meg.

## Örökségük

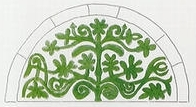
A monoszlói templom bejáratát díszítő Életfa

A szkíták, illetve elődeik legalább a középső kőkorszak óta az egész eurázsiai puszta életformáját és műveltségét meghatározták, s kényszerítő erővel hatottak a környező népek életére, szokásaira stb. is.
Régészeti leletek, valamint Bakay Kornél, illetve forrásai szerint a puszta lakói rendszeresítették az ökrös fogatot, a négykerekű szekeret, háziasították a lovat. (Különböző helyeken, más-más időben, egymástól többé-kevésbé függetlenül fogták munkába. Először Kelet-Európában i. e. 4600. körül.)
Ők találták fel a könnyű, küllős kerekeken gördülő szekeret, alkalmazták először a nyerget, a kengyelt, a nagy erejű összetett íjat stb.
A nadrág és az alsóruha viseletének gyakorlata is tőlük származik. (A nadrágot a puszta lakói már az őskőkorban viselték.)
E népesség körében jelent meg először a bronzművesség, s az ezzel kapcsolatos ismeretek innen terjedtek szét.
Európa nyugati felében, illetve a Kárpát-medencében a kelet-európai puszta lakói honosították meg a vasművességet, csakúgy, mint korábban a bronz használatát, s még korábban például a négykerekű szekérét. A kárpát-medencei vaskor megteremtőit a régészek korai szkítáknak nevezik, ők magukat pedig (a görögök hallása szerint lejegyezve) agathürszoi címmel illették. Ők hozták magukkal a Kárpát-medencébe a fazekaskorongot is.
A görögök stb. történetírói – bár beszámolóikat nem feltétlenül kell betű szerint vennünk – jelentőségüknek megfelelően foglalkoznak a szkíták találmányaival, felfedezéseivel:
Hésziodosz szerint a rézöntés feltalálója szkíta volt.
Az acél Aiszkhülosz szerint „szkíta jövevény”.
A vas fegyverek első készítője Hellanikosz szerint Szaneunosz, szkíta király volt.
A kovácsfújtató, a kétágú horgony és a fazekaskorong feltalálója Ephorosz szerint a szkíta Anakharszisz. Ő a királyi szkíták uralkodócsaládjának sarja volt.
Caius Iulius Hyginus szerint az ezüst felfedezője is szkíta volt.
A szkíták, nevezetesen az alánok, szerepet játszottak Artúr király mesés történetének kialakulásában is.